# Ensemble Aleph
Pour les articles homonymes, voir Aleph.

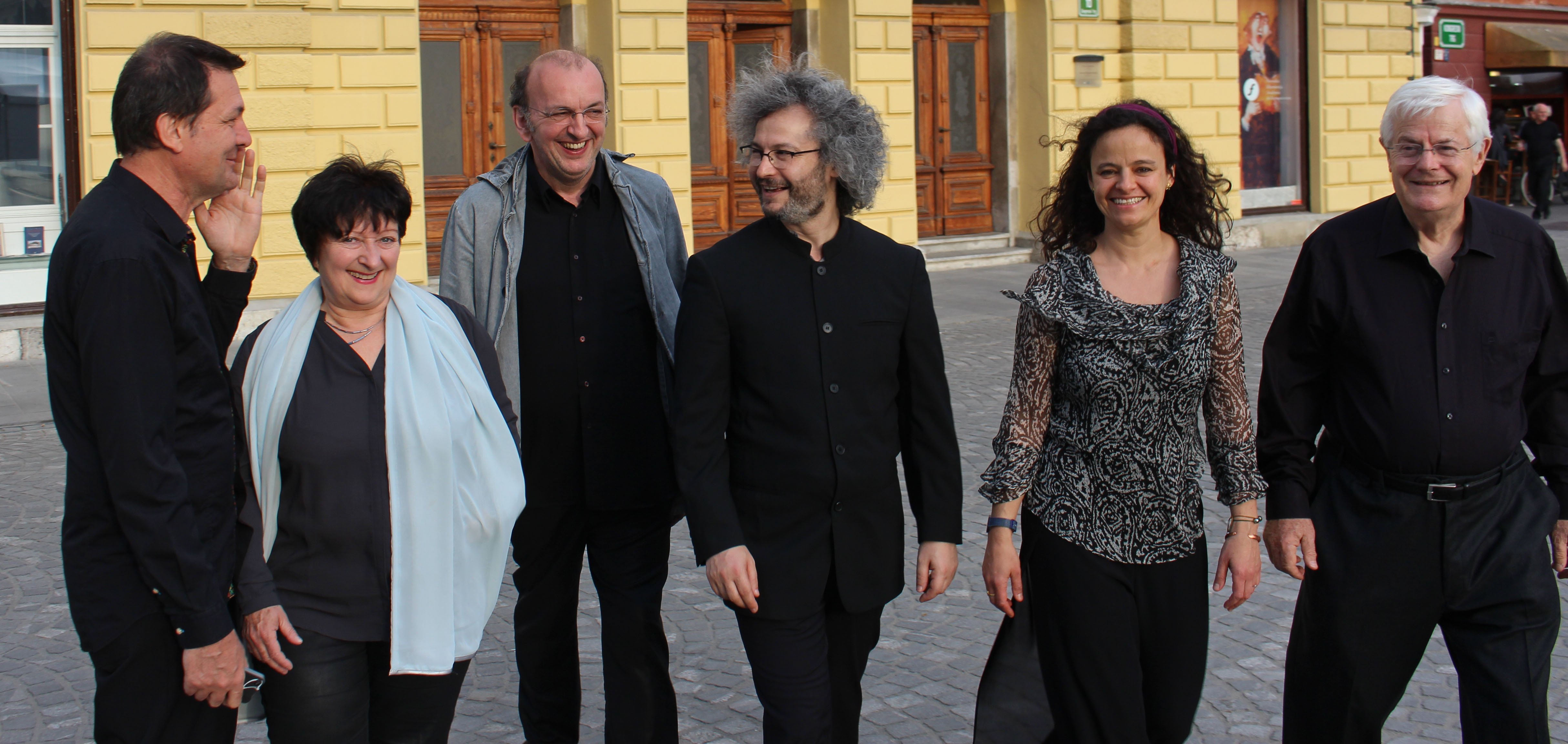
L'Ensemble Aleph au Slowind Festival de Ljubljana en 2015.

L’Ensemble Aleph est un ensemble musical français composé de musiciens interprètes et de compositeurs créé en 1983. 
Les membres de ce collectif sont actuellement : Dominique Clément - clarinette, Sylvie Drouin - piano, Jean-Charles François - percussion, Monica Jordan - voix, Christophe Roy - violoncelle, Noëmi Schindler - violon et Michel Pozmanter - direction.

## Historique
Depuis sa création, l'Ensemble Aleph élabore des projets collectifs et partage les techniques et pratiques musicales auprès de publics jeunes et variés, notamment dans le cadre du Forum International des Jeunes Compositeurs (projet sélectionné dès 2000 par la Commission Européenne « Programme culture 2000 », avec 61 compositeurs de 26 pays – 7e Forum en 2014). En 2008, l’ensemble a créé le LIEU, Laboratoire Instrumental Européen, qui réunit des musiciens, ensembles et compositeurs internationaux autour de la création musicale. Ce réseau deviendra une plateforme sous le nom de « Live In Lieu » en 2013,,,,.

## Discographie
- Mauricio Kagel, La Rose des vents (2015/2016, 2CD Evidence Classics EVCD030)[7] (OCLC 1005721479)